# Музеї Львівської області

## Список музеїв Львівської області
- Бориславський історико-краєзнавчий музей — Борислав
- Бродівський історико-краєзнавчий музей — Броди
- Державний історико-архітектурний заповідник у м. Жовква — Жовква
- Державний історико-культурний заповідник «Нагуєвичі» — Дрогобицький район, с. Нагуєвичі
- Державний історико-культурний заповідник «Тустань» — Стрийський район, с. Урич
- Державний музей-заповідник «Олеський замок» — Золочівський район, смт Олесько
- Дрогобицький музей «Тюрма на Стрийській» — Дрогобич
- Історико-етнографічний музей «Яворівщина» — Яворів
- Історико-краєзнавчий музей м. Винники — Винники
- Історико-краєзнавчий музей «Сколівщина» — Сколе
- Літературно-меморіальний музей-садиба Івана Франка — Дрогобицький район, с. Нагуєвичі
- Меморіальна садиба Маркіяна Шашкевича — Золочівський район, с. Підлисся
- Меморіальний музей Степана Бандери — Стрийський район, с. Воля-Задеревацька
- Музей «Дрогобиччина» — Дрогобич
- Музей Євгена Коновальця — Львівський район, с. Зашків
- Музей історії давньоруського міста Звенигород — Львівський район, с. Звенигород
- Музей модерної скульптури Михайла Дзиндри — Брюховичі
- Музей Петра Сагайдачного — Самбірський район, с. Кульчиці
- Музей-заповідник «Золочівський замок» — Золочів
- Музей-заповідник «Підгорецький замок» — Золочівський район, с. Підгірці
- Пам'ятка дерев'яної архітектури XV—XVII ст.  — Дрогобич
- Перемишлянський краєзнавчий музей — Перемишляни
- П'ятничанська вежа — Львівський район, с. П'ятничани
- Світлиця-музей Тараса Городецького — Шептицький
- Сокальський музей космосу — Сокаль
- Стрийський краєзнавчий музей «Верховина» — Стрий
- Художньо-меморіальний музей Устияновичів — Львівський район, с. Вовків
- Художній музей Михайла Біласа — Трускавець
- Художній музей «Бойківщина» — Самбір
- Художній музей «Сокальщина» — Шептицький
- Шептицька філія Львівського музею історії релігії (палац Потоцьких) — Шептицький